# Janny Sikazwe
Janny Sikazwe (Kapiri Mposhi, 1979. május 6. –) zambiai nemzetközi labdarúgó-játékvezető.

## Pályafutása
Ő volt az egyik játékvezető a 2015-ös afrikai nemzetek kupáján. Ő vezette a 2016-os FIFA-klubvilágbajnokság-döntőjét és a 2017-es afrikai nemzetek kupája döntőjét is. A 2018-as labdarúgó-világbajnokság játékvezetői közé is beválasztották, a vb-n két mérkőzést vezetett, valamint első zambiaiként vezetett mérkőzést a világbajnokságok történetében.
A 2021-es afrikai nemzetek kupáján a Mali–Tunézia mérkőzést a 85. percben le akarta fújni, később a rendes játékidő letelte előtt 20 másodperccel le is fújta.